# 空堪达猪笼草
空堪达猪笼草（学名：Nepenthes kongkandana）是泰国南部宋卡府特有的热带食虫植物，其尚未被描述。空堪达猪笼草与克尔猪笼草（N. kerrii）之间存在着密切的近缘关系。
在食虫植物数据库中，分类学家简·斯洛尔（Jan Schlauer）将空堪达猪笼草列为奇异猪笼草（N. mirabilis）的同物异名。

## 自然杂交种
- N. kongkandana × N. mirabilis[2]

## 扩展阅读
- 中南半岛的猪笼草
- 食虫植物照片搜寻引擎中空堪达猪笼草的照片 （页面存档备份，存于）

 维基共享资源上的相關多媒體資源：空堪达猪笼草
 維基物種上的相關：空堪达猪笼草